# Xã Bloss, Quận Tioga, Pennsylvania
Xã Bloss (tiếng Anh: Bloss Township) là một xã thuộc quận Tioga, tiểu bang Pennsylvania, Hoa Kỳ. Năm 2010, dân số của xã này là 353 người.